# Parpalló
Parpalló – jaskinia położona w pobliżu miasta Gandia w hiszpańskiej wspólnocie autonomicznej Walencja. Stanowi stanowisko archeologiczne okresu górnego paleolitu. Prehistoryczne zabytki odnalezione w jaskini są przechowywane w Muzeum Prehistorii w Walencji.
Jaskinia zamieszkana była w okresie mniej więcej od 25000 p.n.e. do 10000 p.n.e. Wewnątrz znaleziono ponad 5000 kamiennych płytek, zdobionych rysunkami o charakterze zoomorficznym. Ryty i malowidła przedstawiają wizerunki koni i saren. Najstarsze warstwy należą do kultury graweckiej, środkowe (ok. 17,9 tys. lat p.n.e.) reprezentują kulturę solutrejską (epigrawecką), zaś najmłodsze ślady w jaskini (ok. 13,8 tys. lat p.n.e.) przynależą do kultury magdaleńskiej.